# Маслівець Ольга Вікторівна
Ольга Вікторівна Маслівець (нар. 23 червня 1978, Тернопіль) — українська і російська віндсерфінгістка, учасниця чотирьох Олімпійських ігор, Заслужений майстер спорту України.

## Життєпис
Народилася 23 червня 1978 р. у Тернополі. Виступає у вітрильному спорті (клас — RS:X).
Закінчила Тернопільський національний педагогічний університет імені Володимира Гнатюка.
Перший тренер: Ігор Ренкас. Тренери — Ігор Матвієнко, Віталій Ігнатенко, Василь Матвійків, Володимир Оберемко.
Мешкає в Євпаторії. Захищає честь донецької ШВСМ.
Чоловік — теж віндсерфінгист, член збірної команди України, заслужений майстер спорту Максим Оберемко. У 2009 р. у подружжя народилась донька.
Після анексії Росією Криму, Маслівець, що проживала в Євпаторії, виявила бажання виступати за Росію. Таке ж рішення прийняв і її чоловік Максим Оберемко. Однак взяти участь в літніх Олімпійських іграх 2016 в Ріо-де-Жанейро не зможе через програну конкуренцію в російській збірній.

## Спортивні результати
- Чемпіонка України — 1996—2010 рр.;
- чемпіонка Європи, дисципліна Формула Віндсерфінг (2011 р., Лієпая, Латвія);
- переможець етапів кубка світу:
  - Трофі принцеси Софії (2005 р., Пальма, Іспанія),
  - Французька Олімпійська неділя (2005 р., Єр, Франція),
  - Кільська неділя (2006 р., Кіль, Німеччина);
- переможець міжнародних регат:
  - Андалузький олімпійський тиждень (2006 р., Кадіс, Іспанія),
  - Міжнародна новорічна регата (2007 р., Лімассол, Кіпр),
  - Новорічна регата (2011 р., Кадіс, Іспанія).
- Друге місце на чемпіонаті світу 2006 р.

### Результати на Олімпійських іграх
- Літні Олімпійські ігри 2000 р. (Сідней, Австралія) — 23 місце,
- Літні Олімпійські ігри 2004 р. (Афіни, Греція) — 10 місце,
- Літні Олімпійські ігри 2008 р. (Пекін, Китай) — 8 місце.
- Літні Олімпійські ігри 2012 р. (Лондон, Англія) — 4 місце.

## Державні нагороди
- відзнака Тернопільської міської ради (2012).